# Lista de europeus campeões da Copa Libertadores da América

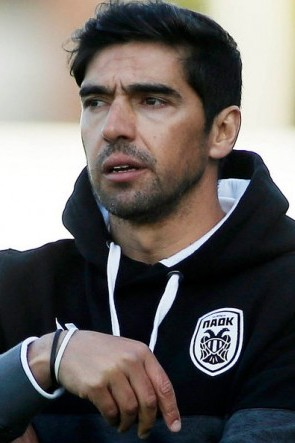
Abel Ferreira, treinador europeu bicampeão da Copa Libertadores da América.

Esta é a lista de pessoas nascidas em países europeus que conseguiram sagrar-se campeões da Copa Libertadores da América, a principal competição de futebol entre clubes profissionais da América do Sul, organizada pela Confederação Sul-Americana de Futebol (CONMEBOL) desde 1960. Trata-se de uma lista bem restrita, visto que, de acordo com a revista Placar, até a edição de 2017, apenas dezoito atletas nascidos na Europa haviam disputado partidas pela competição. Até o momento, apenas oito pessoas conseguiram o título da Libertadores, sendo quatro como futebolistas e quatro como treinadores.
Os dois primeiros jogadores a serem campeões da Libertadores atuavam por equipes da Argentina, sendo que ambos foram radicados neste país e revelados por estas equipes. O primeiro, Christian Rudzky, nasceu na Checoslováquia, em 1946, mas mudou-se para a Argentina aos quinze anos de idade, iniciando no esporte pelo Estudiantes de La Plata. Já o italiano Dante Mircoli, nascido em 1947, passou a morar na Argentina ainda na infância, sendo revelado pelo Independiente, também obtendo nacionalidade argentina.
Os dois jogadores seguintes começaram a carreira no futebol europeu e depois foram campeões pelo brasileiro Flamengo. Em 2019, o espanhol Pablo Marí (n. 1993) tornou-se o terceiro europeu a ser campeão, sendo o único sem dupla nacionalidade. Em 2022, o meio-campista belgo-brasileiro Andreas Pereira (n. 1996), nascido na Bélgica, mas filho de pais brasileiros, possuindo dupla cidadania, tornou-se o quarto. Cabe destacar que Andreas se considera brasileiro, inclusive tendo optado pela Seleção Brasileira em detrimento de oportunidades na Belga.
Quatro treinadores europeus conseguiram sagrar-se campeões da Copa Libertadores da América: o croata Mirko Jozić, em 1991, dirigindo o Colo-Colo, do Chile; e os portugueses Jorge Jesus, em 2019, à frente do Flamengo; Abel Ferreira, nas edições de 2020 e 2021, no comando do Palmeiras, e Artur Jorge, pelo Botafogo, em 2024.
Outros dois europeus estiveram perto de conquistar a competição, mas chegaram na final e foram derrotados, sendo um como futebolista e o outro como treinador. O húngaro Béla Guttmann foi vice-campeão dirigindo o Peñarol, em 1962. Já em 2015, o atacante francês André-Pierre Gignac foi vice-campeão da Libertadores defendendo a equipe do Tigres do México.

## Lista
| # | Pessoa           | Função    | Posição (caso jogador) | Edição | Clube                   | Ref    |
| - | ---------------- | --------- | ---------------------- | ------ | ----------------------- | ------ |
| 1 | Christian Rudzky | Jogador   | Volante                | 1969   | Estudiantes de La Plata | [ 6 ]  |
| 1 | Christian Rudzky | Jogador   | Volante                | 1970   | Estudiantes de La Plata | [ 6 ]  |
| 2 | Dante Mircoli    | Jogador   | Meio-campista          | 1972   | Independiente           | [ 7 ]  |
| 3 | Mirko Jozić      | Treinador | —                      | 1991   | Colo-Colo               | [ 4 ]  |
| 4 | Pablo Marí       | Jogador   | Zagueiro               | 2019   | Flamengo                | [ 8 ]  |
| 5 | Jorge Jesus      | Treinador | —                      | 2019   | Flamengo                | [ 12 ] |
| 6 | Abel Ferreira    | Treinador | —                      | 2020   | Palmeiras               | [ 13 ] |
| 6 | Abel Ferreira    | Treinador | —                      | 2021   | Palmeiras               |        |
| 7 | Andreas Pereira  | Jogador   | Meio-campista          | 2022   | Flamengo                | [ 10 ] |
| 8 | Artur Jorge      | Treinador | —                      | 2024   | Botafogo                | [ 16 ] |